# Dave Robisch
David George "Dave" Robisch (nacido el 22 de diciembre de 1949 en Cincinnati, Ohio) es un exjugador de baloncesto estadounidense que disputó cinco temporadas en la ABA y ocho más en la NBA. Con 2,08 metros de estatura, jugaba en la posición de ala-pívot.

## Trayectoria deportiva

### Universidad
Jugó durante tres temporadas con los Jayhawks de la Universidad de Kansas, en las que promedió 21,1 puntos y 9,8 rebotes por partido. Fue elegido en el mejor quinteto de la Big Eight Conference las tres temporadas, las dos últimas siendo nombrado Jugador del Año (una de las veces compartido con Cliff Meely). LLevó a su equipo a disputar la Final Four del Torneo de la NCAA en 1971, en la que cayeron ante el que a la postre sería campeón, UCLA. Ese año fue incluido además en el segundo equipo All-American.

### Profesional
Fue elegido en la cuadragésimo cuarta posición del Draft de la NBA de 1971 por Boston Celtics, y también por los Denver Rockets en la quinta ronda del Draft de la ABA, fichando por estos últimos.
En los Rockets fue titular desde el primer momento, promediando en su primera temporada 15,5 puntos y 9,6 rebotes por partido. Jugó a un buen nivel tres temporadas más, la última de ellas ya con el equipo con su denominación actual, Denver Nuggets. En 1975 fue traspasado a los Baltimore Claws a cambio de Dan Issel, pero la franquicia quebró, celebrándose un draft de dispersión, en el cual fue elegido por los Spirits of St. Louis, quienes lo traspasaron a los San Diego Sails, equipo que también quebró poco después de comenzada la temporada, produciéndose un nuevo draft de dispersión, en el cual fue elegido por los Indiana Pacers. A pesar de tanto movimiento de clubes, su rendimiento no lo notó, promediando en su primera temporada 13,4 puntos y 8,8 rebotes por partido.
Al año siguiente, tras la desaparición de la ABA, el equipo se unió a la NBA, jugando temporada y media hasta que fue traspasado junto con Adrian Dantley a Los Angeles Lakers, a cambio de James Edwards y Earl Tatum. en el equipo californiano tuvo que conformarse con ser suplente por vez primera en su carrera, disputando dos temporadas, promediando en la segunda de ellas 4,8 puntos y 3,6 rebotes por partido.
En 1979 fue traspasado a Cleveland Cavaliers junto con una futura tercera ronda del draft a cambio de Jim Chones, donde volvió a disfrutar de la titularidad, promediando en su primera temporada 15,3 puntos y 8,0 rebotes por partido. Mediada la temporada siguiente fue traspasado a Denver Nuggets a cambio de Kim Hughes y dos futuras rondas del draft.
De vuelta en Denver, ya con 31 años de edad, jugó 3 temporadas en las cuales fue perdiendo protagonismo paulativamente. Con la temporada 1983-84 ya comenzada, fue despedido, firmando posteriormente sendos contratos de diez días con San Antonio Spurs y Kansas City Kings, antes de retirarse definitivamente.

## Estadísticas de su carrera en la NBA y la ABA

### Temporada regular
| Temporada | Edad | Equipo              | Liga  | P   | TIT | MIN  | TC  | TCA  | %TC  | 3P  | 3PA | %3P  | TL  | TLA | %TL  | R.OF. | R.DEF. | REB  | ASIS | ROB | TAP | PER | FP  | PTS  |
| 1971-72   | 22   | Denver Rockets      | ABA   | 84  |     | 28.8 | 6.0 | 13.5 | .444 | 0.0 | 0.1 | .000 | 3.5 | 5.0 | .702 | 3.4   | 6.2    | 9.6  | 2.4  |     |     | 1.3 | 3.0 | 15.5 |
| 1972-73   | 23   | Denver Rockets      | ABA   | 83  |     | 31.9 | 6.3 | 12.2 | .516 | 0.0 | 0.0 | .000 | 3.7 | 4.9 | .756 | 3.0   | 6.0    | 9.0  | 2.0  |     |     | 1.6 | 3.3 | 16.3 |
| 1973-74   | 24   | Denver Rockets      | ABA   | 84  |     | 29.4 | 5.3 | 11.3 | .473 | 0.0 | 0.0 |      | 3.8 | 4.9 | .774 | 2.6   | 5.8    | 8.4  | 1.8  | 0.5 | 0.8 | 1.2 | 2.7 | 14.5 |
| 1974-75   | 25   | Denver Nuggets      | ABA   | 84  |     | 22.6 | 4.7 | 9.3  | .503 | 0.0 | 0.0 | .000 | 3.6 | 4.1 | .879 | 1.9   | 4.1    | 6.0  | 1.8  | 0.5 | 0.6 | 1.3 | 2.4 | 13.0 |
| 1975-76   | 26   | TOTAL               | ABA   | 87  |     | 32.1 | 5.0 | 11.9 | .422 | 0.0 | 0.0 | .000 | 3.7 | 4.4 | .850 | 3.2   | 5.9    | 9.1  | 1.9  | 0.8 | 0.7 | 1.3 | 2.3 | 13.7 |
| 1975-76   | 26   | San Diego Sails     | ABA   | 11  |     | 34.0 | 5.5 | 12.2 | .448 | 0.0 | 0.1 | .000 | 5.5 | 6.4 | .871 | 4.6   | 6.5    | 11.1 | 1.9  | 0.5 | 1.0 | 1.5 | 1.5 | 16.5 |
| 1975-76   | 26   | Indiana Pacers      | ABA   | 76  |     | 31.8 | 4.9 | 11.8 | .418 | 0.0 | 0.0 | .000 | 3.5 | 4.1 | .846 | 3.0   | 5.8    | 8.8  | 1.9  | 0.9 | 0.6 | 1.3 | 2.4 | 13.4 |
| 1976-77   | 27   | Indiana Pacers      | NBA   | 80  |     | 24.6 | 4.6 | 10.1 | .455 |     |     |      | 2.7 | 3.2 | .832 | 2.1   | 4.8    | 6.9  | 2.0  | 0.7 | 0.5 |     | 2.1 | 11.9 |
| 1977-78   | 28   | TOTAL               | NBA   | 78  |     | 16.4 | 2.3 | 5.5  | .412 |     |     |      | 1.3 | 1.7 | .775 | 1.3   | 3.2    | 4.5  | 1.1  | 0.5 | 0.4 | 0.9 | 1.7 | 5.8  |
| 1977-78   | 28   | Indiana Pacers      | NBA   | 23  |     | 26.0 | 3.2 | 7.9  | .403 |     |     |      | 2.2 | 2.8 | .781 | 2.0   | 5.5    | 7.5  | 2.1  | 0.9 | 0.7 | 1.5 | 2.6 | 8.5  |
| 1977-78   | 28   | Los Angeles Lakers  | NBA   | 55  |     | 12.3 | 1.9 | 4.5  | .418 |     |     |      | 0.9 | 1.2 | .769 | 1.0   | 2.3    | 3.3  | 0.7  | 0.3 | 0.3 | 0.7 | 1.3 | 4.7  |
| 1978-79   | 29   | Los Angeles Lakers  | NBA   | 80  |     | 15.2 | 1.9 | 4.2  | .446 |     |     |      | 1.1 | 1.4 | .748 | 1.0   | 2.5    | 3.6  | 1.2  | 0.3 | 0.3 | 0.7 | 1.4 | 4.8  |
| 1979-80   | 30   | Cleveland Cavaliers | NBA   | 82  |     | 32.6 | 6.0 | 11.5 | .520 | 0.0 | 0.0 | .000 | 3.4 | 4.0 | .842 | 2.7   | 5.3    | 8.0  | 2.3  | 0.6 | 0.6 | 1.7 | 2.6 | 15.3 |
| 1980-81   | 31   | TOTAL               | NBA   | 84  |     | 25.2 | 3.9 | 8.8  | .446 | 0.0 | 0.0 |      | 2.4 | 2.9 | .810 | 1.9   | 4.1    | 5.9  | 2.1  | 0.4 | 0.4 | 1.0 | 2.1 | 10.2 |
| 1980-81   | 31   | Cleveland Cavaliers | NBA   | 11  |     | 33.8 | 3.4 | 8.9  | .378 | 0.0 | 0.0 |      | 2.6 | 3.3 | .806 | 2.5   | 5.3    | 7.7  | 4.0  | 0.6 | 0.5 | 1.3 | 1.9 | 9.4  |
| 1980-81   | 31   | Denver Nuggets      | NBA   | 73  |     | 23.9 | 4.0 | 8.8  | .456 | 0.0 | 0.0 |      | 2.3 | 2.9 | .810 | 1.8   | 3.9    | 5.7  | 1.8  | 0.4 | 0.4 | 0.9 | 2.1 | 10.4 |
| 1981-82   | 32   | Denver Nuggets      | NBA   | 12  | 0   | 21.4 | 4.0 | 8.8  | .453 | 0.0 | 0.0 |      | 4.0 | 4.6 | .873 | 1.2   | 4.1    | 5.3  | 2.7  | 0.3 | 0.3 | 1.1 | 2.4 | 12.0 |
| 1982-83   | 33   | Denver Nuggets      | NBA   | 61  | 0   | 11.7 | 1.6 | 4.1  | .382 | 0.0 | 0.0 | .000 | 1.5 | 1.9 | .780 | 0.6   | 1.9    | 2.5  | 0.9  | 0.2 | 0.1 | 0.7 | 1.0 | 4.7  |
| 1983-84   | 34   | TOTAL               | NBA   | 31  | 0   | 11.0 | 1.1 | 3.1  | .365 | 0.0 | 0.0 |      | 0.7 | 0.8 | .846 | 0.5   | 1.4    | 1.9  | 0.6  | 0.1 | 0.1 | 0.4 | 1.2 | 3.0  |
| 1983-84   | 34   | Denver Nuggets      | NBA   | 19  | 0   | 7.4  | 0.7 | 2.1  | .325 | 0.0 | 0.0 |      | 0.6 | 0.7 | .846 | 0.1   | 1.1    | 1.1  | 0.7  | 0.0 | 0.1 | 0.6 | 0.7 | 1.9  |
| 1983-84   | 34   | San Antonio Spurs   | NBA   | 4   | 0   | 9.3  | 1.0 | 2.0  | .500 | 0.0 | 0.0 |      | 0.0 | 0.0 |      | 0.5   | 1.5    | 2.0  | 0.3  | 0.0 | 0.0 | 0.3 | 2.0 | 2.0  |
| 1983-84   | 34   | Kansas City Kings   | NBA   | 8   | 0   | 20.3 | 2.3 | 6.0  | .375 | 0.0 | 0.0 |      | 1.4 | 1.6 | .846 | 1.5   | 2.1    | 3.6  | 0.8  | 0.4 | 0.1 | 0.0 | 1.9 | 5.9  |
| Total     |      |                     | TOTAL | 930 | 0   | 24.5 | 4.3 | 9.3  | .464 | 0.0 | 0.0 | .000 | 2.8 | 3.5 | .798 | 2.1   | 4.5    | 6.6  | 1.8  | 0.5 | 0.5 | 1.2 | 2.2 | 11.4 |
|           |      |                     | NBA   | 508 | 0   | 20.8 | 3.3 | 7.3  | .457 | 0.0 | 0.0 | .000 | 2.0 | 2.5 | .814 | 1.6   | 3.6    | 5.2  | 1.6  | 0.4 | 0.4 | 1.0 | 1.8 | 8.7  |
|           |      |                     | ABA   | 422 |     | 29.0 | 5.5 | 11.6 | .469 | 0.0 | 0.0 | .000 | 3.7 | 4.7 | .788 | 2.8   | 5.6    | 8.4  | 2.0  | 0.6 | 0.7 | 1.4 | 2.7 | 14.6 |

### Playoffs
| Temp.   | Edad | Equipo             | Liga  | P  | MIN  | TCA | TC  | 3PA | 3P | TLA | TL  | R.OF. | REB | ASIS | ROB | TAP | PER | FP  | PTS | %TC  | %3P | %FT   | MIN  | PTS  | REB  | AST |
| 1971-72 | 22   | Denver Nuggets     | ABA   | 7  | 288  | 50  | 138 | 0   | 0  | 37  | 52  |       | 99  | 15   |     |     | 15  | 25  | 137 | .362 |     | .712  | 41.1 | 19.6 | 14.1 | 2.1 |
| 1972-73 | 23   | Denver Nuggets     | ABA   | 5  | 184  | 40  | 85  | 0   | 0  | 21  | 31  | 30    | 68  | 8    |     |     | 1   | 21  | 101 | .471 |     | .677  | 36.8 | 20.2 | 13.6 | 1.6 |
| 1974-75 | 25   | Denver Nuggets     | ABA   | 13 | 354  | 73  | 151 | 0   | 0  | 46  | 53  | 27    | 75  | 22   | 11  | 8   | 13  | 31  | 192 | .483 |     | .868  | 27.2 | 14.8 | 5.8  | 1.7 |
| 1975-76 | 26   | Indiana Pacers     | ABA   | 3  | 83   | 11  | 27  | 0   | 0  | 12  | 16  | 8     | 20  | 8    | 3   | 0   | 1   | 8   | 34  | .407 |     | .750  | 27.7 | 11.3 | 6.7  | 2.7 |
| 1977-78 | 28   | Los Angeles Lakers | NBA   | 3  | 47   | 13  | 24  |     |    | 4   | 5   | 8     | 12  | 1    | 1   | 1   | 0   | 6   | 30  | .542 |     | .800  | 15.7 | 10.0 | 4.0  | 0.3 |
| 1978-79 | 29   | Los Angeles Lakers | NBA   | 5  | 32   | 3   | 5   |     |    | 2   | 2   | 0     | 10  | 2    | 0   | 0   | 3   | 4   | 8   | .600 |     | 1.000 | 6.4  | 1.6  | 2.0  | 0.4 |
| 1982-83 | 33   | Denver Nuggets     | NBA   | 3  | 22   | 1   | 7   | 0   | 0  | 0   | 2   | 3     | 9   | 1    | 0   | 1   | 0   | 2   | 2   | .143 |     | .000  | 7.3  | 0.7  | 3.0  | 0.3 |
| 1983-84 | 34   | Kansas City Kings  | NBA   | 3  | 51   | 4   | 12  | 0   | 0  | 1   | 2   | 6     | 15  | 2    | 1   | 0   | 5   | 6   | 9   | .333 |     | .500  | 17.0 | 3.0  | 5.0  | 0.7 |
| Total   |      |                    | TOTAL | 42 | 1061 | 195 | 449 | 0   | 0  | 123 | 163 | 82    | 308 | 59   | 16  | 10  | 38  | 103 | 513 | .434 |     | .755  | 25.3 | 12.2 | 7.3  | 1.4 |
|         |      |                    | ABA   | 28 | 909  | 174 | 401 | 0   | 0  | 116 | 152 | 65    | 262 | 53   | 14  | 8   | 30  | 85  | 464 | .434 |     | .763  | 32.5 | 16.6 | 9.4  | 1.9 |
|         |      |                    | NBA   | 14 | 152  | 21  | 48  | 0   | 0  | 7   | 11  | 17    | 46  | 6    | 2   | 2   | 8   | 18  | 49  | .438 |     | .636  | 10.9 | 3.5  | 3.3  | 0.4 |